# Domenico Dall’Oglio
Domenico Dall’Oglio (* um 1700 in Padua; † 1764 in Narva, Estland) war ein italienischer Violinist und Komponist der Frühklassik.

## Leben
Von Dall’Oglio wird angenommen, dass er 1721 Schüler von Giuseppe Tartini war. 1732 war er erster Geiger und capo di concerto an der Basilika S. Antonio in Padua. Im Jahre 1735 verließ er diesen Posten und zog mit seinem Bruder Giuseppe Dall’Oglio, einem Cellisten, nach Russland. Beide Brüder waren für mehr als 29 Jahre im Dienste des Zarenhofes in St. Petersburg tätig. Ab 1762 vertrat er für mehrere Jahre Luigi Madonis als Konzertmeister des Hoforchesters. Verschiedene Dokumente des Hofes weisen auf seine Aktivitäten hin und stellen ihn als einen virtuosen Geiger und Komponisten dar. In Mußestunden baute er Musikinstrumente, vor allem Violinen und Lauten. Er verstarb in Narva, auf der Rückreise nach Italien.

## Werk
Die meisten der überlieferten Werke von Dall’Oglio sind Instrumental-Kompositionen. Aus dem Archiv des Zarenhofes geht hervor, dass er in Abwesenheit des Kapellmeisters Francesco Araia mehrere Werke für das kaiserliche Theater produzierte. Aus der Analyse seiner Musik für Streicher geht hervor, dass er ein Meister des virtuosen italienischen Stils des achtzehnten Jahrhunderts war. In seinen Werken findet man eine häufige Verwendung der Doppelgrifftechnik und das Spiel in hohen Lagen. Strukturell folgen seine Violinsonaten der Allegro-Adagio-Allegro-Form. Seine Konzerte hingegen folgen der typischen Struktur im Trend seiner Zeit: Allegro-Grave/Largo-Allegro. Bemerkenswert sind die langsamen Bewegungen seiner Kompositionen und ihre aufwendigen Verzierungen, die typisch für Tartinis Schule sind.

## Werke (Auswahl)
- 12 sonate per violino e violoncello/clavicembalo (1738, Amsterdam)
- 6 sinfonie per 2 violini, viola e basso, op. 1 (1753, Paris)
- 2 sonate per flauto e basso
- 12 sonate per violino e basso continuo
- Sonate a 4 per 2 violini, viola e basso
- Sinfonia Russa per 4 violini (verschollen)
- Quelques sinfonie alle russe (verschollen)
- Sinfonia per 2 clarinetti, 2 violini, timpani e basso (verschollen)
- Pezzi per violetta e basso
- 17 concerti per violino (con 2 violini obbligati, viola e violoncello obbligati)
- 10 sonate per violino e basso

Bühnenwerke
- La Russia afflitta Prolog und Arie zu La clemenza di Tito von Johann Adolph Hasse; (verschollen)
- La Joie des nations à l’apparition d’Astrée à l’horizon russe, et le retour de l’age d’or (Ballett, 1742, verschollen)
- La Pomme d’or au banquet des dieux, et le jugement de Paris (Ballett, 1742, verschollen)
- E soffrirò che si – Combattuto da più venti (Rezitativ und Arie für Sopran und Streicher zu Didone abbandonata von Francesco Zoppis)
- Combattuto da più venti qual naviglio, Arie für Sopran und Streicher